# История версий Windows 10
Microsoft регулярно выпускает новые версии Windows 10, известные как «обновления компонентов», в связи с чем не выходят пакеты обновлений (SP), как это было с Windows 2000, Windows XP, Windows Vista, Windows 7. Эти обновления добавляют новую функциональность в систему, исправляют ошибки, улучшают производительность.
Каждой версии Windows 10 присваивается цифровое значение, которое обозначает год и месяц окончания разработки RTM-сборки. Например, разработка Windows 10 1507 была завершена в июле 2015 года. Начиная с 2020 года также появилась другая система наименований через Н, например 21H2 будет означать, что выпуск состоялся во втором полугодии 2021 года.
Начиная с Windows 10 версии 21H2 обновления компонентов Windows 10 выпускаются ежегодно во второй половине календарного года в Общедоступном канале.
По состоянию на ноябрь 2022 года актуальная версия ОС — 22H2, где 22 означает 2022 год выпуска, а 2 - второе полугодие.
Начиная с 2017 года каждая новая версия Windows 10 поддерживается 18 месяцев.

## История версий ОС
Условные обозначения:
 Не поддерживаемая сборка; не поддерживаемая версия; окончание выпуска предварительных сборок для данной версии; устаревшее обновление для стабильной сборки
 Устаревшая версия с ограниченной поддержкой
 Устаревшая поддерживаемая версия
 Актуальное обновление
 Последняя предварительная сборка для данной версии
 Актуальная версия ОС; активная разработка предварительных сборок для данной версии
 Поддержка редакций LTSB/LTSC

### Windows Threshold
Первые две версии Windows 10 имеют кодовое имя Threshold.

#### Threshold 1 — Initial Version (1507)
Первая версия Windows 10 «Initial Version» (с англ. — «начальная версия») была выпущена 29 июля 2015 года. Поддержка прекращена 9 мая 2017 года. Фактически последние обновления Windows 10 1507 для ветвей обновления «CB» и «CBB» выходили в июне 2017 года.
С июля 2017 года поддерживается только Windows 10 Enterprise LTSB 2015, основанная на версии 1507. Окончание основной поддержки — 13 октября 2020 года, расширенной — 14 октября 2025 года.
| Предварительные сборки Windows 10 1507 | Предварительные сборки Windows 10 1507 | Предварительные сборки Windows 10 1507 | Предварительные сборки Windows 10 1507 |
| Сборка                                 | Дата выпуска                           | Дата выпуска                           | Описание изменений |
| Сборка                                 | Ранний доступ                          | Поздний доступ                         | Описание изменений |
| -------------------------------------- | -------------------------------------- | -------------------------------------- | --- |
| 6.4.9841                               | н/д                                    | 1 октября 2014 года                    | Первая открытая предварительная сборка Windows 10. Она включает гибридное «меню пуск», которое сочетает в себе функциональность Windows 7 и Windows 8.1. В этой сборке Metro-приложения, предшественники UWP, могут запускаться в оконном режиме. Добавлено меню просмотра задач, в котором представлены виртуальные рабочие столы. Другие улучшения в области включают в себя расширение функции прикрепления окон, позволяющую устанавливать прикреплять приложения на четырёх углах с помощью функции «Snap Assist», которая предлагает другим окнам оставаться прикреплёнными, когда пользователи закроют окно. Консоль командной строки Windows получает новые функции, в том числе позволяет пользователям вырезать, копировать и вставлять тексты с помощью сочетания клавиш, отображать консоль в полноэкранном режиме при любом разрешении экрана и параметрах прозрачности. |
| 6.4.9860                               | н/д                                    | 21 октября 2014 года                   | Вторая открытая предварительная сборка. Включает «центр уведомлений», который впервые появился в Windows Phone 8.1 |
| 6.4.9879                               | 12 ноября 2014 года                    | 25 ноября 2014 года                    | Последняя сборка, имеющая номер ядра 6.4. Эта сборка вызвала одно из самых противоречивых изменений в операционной системе, исключив «интеллектуальные файлы» OneDrive, что позволяло пользователям просматривать и работать с файлами OneDrive через «Проводник», даже если они не синхронизировались с устройством. OneDrive теперь использует выборочную синхронизацию локального содержимого с облачным сервисом. Другие изменения пользовательского интерфейса в этой сборке включают в себя возможность скрывать кнопки «Просмотр задач» и «Поиск» на панели задач, обновлены анимация сворачивания и восстановления, обновлён значок меню для Metro-приложений с «3 точек» до значка в стиле «гамбургер». Также были добавлены 3 новых жесты пальца, чтобы переключиться на «Просмотр задач» и между виртуальными рабочими столами. Internet Explorer содержит новый предварительный движок EdgeHTML. В этой сборке появляется поддержка файлов Matroska, сжатие операционной системы через утилиту «очистка диска». |
| 10.0.9926                              | 23 января 2015 года                    | 23 января 2015 года                    | Сборка была выпущена после конференции «Windows 10», где Microsoft продемонстрировала предстоящую дорожную карту для операционной системы, а также представила новое оборудование, в том числе Hololens и Surface Hub. В этой сборке появилось совершенно новое меню «Пуск», построенное поверх UWP API. Он заменяет меню «Пуск» и «Начальный» экран, построенный на устаревшем DirectUI, используемом в предыдущих сборках и выпусках Windows. В этой сборке впервые появились UWP-приложения. В нём представлена бета-версия Магазина Windows, созданная с использованием UWP API . Он также появился в новом приложении Xbox, которое анонсировала Microsoft, чтобы использовать для потоковой передачи игр Xbox One непосредственно на ПК. Появляется новое приложение «будильник», которое включает в себя мировые часы, таймер и секундомер. Новое UWP-приложение «калькулятор» заменяет традиционный калькулятор Win32 (в редакции LTSB классический калькулятор сохранён). Приложение «Карты» интегрировано с Cortana и может автономно использовать карты. Новое приложение «Фотографии» представлено в виде совокупного контента и с автоматическими улучшениями. Cortana впервые представлена на ПК с поддержкой американского варианта английского языка. В сборке есть другие изменения пользовательского интерфейса, в том числе изменённые рамки окон и поддержка новых языков. Обновлён макет приложения «настройки». Панель задач получила новую «матовую» прозрачность, меньшие значки приложений и подчёркивания для обозначения активных приложений. Центр уведомлений переработан и включает в себя кнопки быстрого действия. Кнопка поиска на панели задач по умолчанию изменено на поле поиска. Добавлена возможность выбора папки по умолчанию при открытии «Проводника». Добавлена ранняя версия DirectX 12 |
| 10.0.10041                             | 18 марта 2015 года                     | 24 марта 2015 года                     | Добавляет поддержку Cortana в Китае, Франции, Германии, Италии, Испании и Великобритании. Обновления приложений для этой сборки включают «Центр предварительной оценки», «фотографии» и «обратную связь». Изменения пользовательского интерфейса включают в себя добавление всплывающих окон сетевых подключений, которые могут быть вызваны с панели задач, оптимизации рукописного ввода холста для коротких текстовых записей, экрана блокировки с обоями «а вы знали?», чтобы помочь пользователям изучить Windows 10. Кнопка «Пуск» меньше и имеет новую анимацию «зависания». Добавлены функциональные изменения прозрачность в меню «Пуск». Открытые приложения по умолчанию больше не отображаются на панели задач по всем виртуальным рабочим столам и их можно перемещать по рабочим столам. Сборка также добавляет возможность разблокировать устройства с помощью Windows Hello, но для этого требуется камера с необходимыми требованиями. Также добавлена возможность печатать в PDF-файлы. |
| 10.0.10049                             | 30 марта 2015 года                     | н/д                                    | Добавлен браузер Microsoft Edge. «Будильник и часы», «калькулятор» и «диктофон» получили новый интерфейс. Также добавлена биометрическая аутентификация, хотя её цель пока неизвестна, и приложение недоступно. |
| 10.0.10061                             | 22 апреля 2015 года                    | н/д                                    | Сборка содержит несколько новых приложений, а также улучшения существующих UWP-приложений. «Почта», «календарь», «погода», «деньги» и другие приложения получили новый интерфейс и улучшенную производительность. Предварительные версии приложений «музыка» и «видео» включены вместе с их аналогами из Windows 8. Приложение Microsoft Solitaire Collection теперь включено в состав ОС. Сборка также привносит несколько изменений пользовательского интерфейса. В меню «Пуск», панели задач и «Центре уведомлений» появилась чёрная системная тема. Теперь в меню «Пуск», в панели задач, в «Центре уведомлений» и в окне предварительного просмотра появилась прозрачность с опцией её включения или отключения. Меню Пуск теперь можно изменить. Были улучшены визуальные эффекты для значков рабочего стола, кнопки закрытия и эскизов. Режим планшета улучшен таким образом, что его активация увеличивает в размерах кнопку Пуск, Кортаны, и кнопку просмотра задач для более удобного использования на сенсорных дисплеях. Также есть новая настройка для загрузки непосредственно в режиме планшета. Для планшетов с диагональю дисплея менее 10 дюймов эта настроено по умолчанию. Двойной клик по заголовку в браузере Microsoft Edge разворачивает приложение на весь экран. |
| 10.0.10074                             | 29 апреля 2015 года                    | 29 апреля 2015 года                    | Представлена на конференции Build 2015. Сборка включает новые системные звуки Windows по умолчанию. Пользовательский интерфейс Cortana значительно улучшен; теперь он более плавно интегрируется с меню «Пуск». Улучшены «живые плитки», добавлены новые анимации и возможность отключения «живой плитки». Дополнительно был переработан пользовательский интерфейс меню «Пуск». Улучшено приложение «параметры», включая персонализацию рабочего стола. |
| 10.0.10122                             | 20 мая 2015 года                       | н/д                                    | В эту сборку включены изменения в пользовательский интерфейс рабочего стола. Значки «Проводник» и «Настройки» в меню «Пуск» перемещены в нижнюю часть рядом с параметром «Выключение». Возможность переключения между меню «Пуск» и «начальным экраном» была перенесена на новую страницу «Параметры запуска» в разделе «персонализация». Приложения «люди», «погода», «деньги», «Центр предварительной оценки» и другие получили обновлённый интерфейс и улучшенную производительность. Microsoft Edge получил новую вкладку. В сборке также внесены изменения в обработку приложений по умолчанию. Теперь приложения не могут самостоятельно стать приложениями по умолчанию — требуется вмешательство пользователя через приложение «параметры». Если приложение пытается изменить настройки по умолчанию, пользователь получит сообщение о том, как вручную изменить приложения по умолчанию. |
| 10.0.10130                             | 29 мая 2015 года                       | 12 июня 2015 года                      | Сборка приносит различные визуальные улучшения. Теперь пользователи могут настроить меню «Пуск», открыв приложение «Настройки» → «Персонализация» → «Пуск». Во всей операционной системе появился новый значок. Списки переходов на панели задач и в меню «Пуск», впервые, которые впервые появились в Windows 7, переработаны с использованием UWP API. Дальнейшие улучшения внесены в режим планшета, воспроизведение видео с помощью приложения «Кино и ТВ» и Microsoft Edge (в этой сборке по-прежнему имеет название Project Spartan). В эту сборку также добавлена возможность печатать в PDF изначально. Начиная с этой сборки, распознавание речи Кортаной можно запустить с помощью ⊞ Win + C. |
| 10.0.10158                             | 29 июня 2015 года                      | н/д                                    | Сборка приносит дополнительные улучшения и усовершенствования UX, обновления Кортаны и её интеграцию с приложениями и службами. В эту сборку также включены обновления приложений, в том числе обновления к приложению «фотографии» и приложению «ножницы», которое позволяет захватить скриншот после установки пользовательского таймера. Начиная с этой сборки, приложение Insider Hub больше не устанавливается по умолчанию, но его можно переустановить из приложения «Параметры». Устаревшее приложение «Просмотр фотографий» больше не имеет ассоциаций различных форматов изображений в реестре в пользу приложения «Фотографии». Microsoft Edge также получил значительные улучшения в этой сборке. Изменено название браузера с Project Spartan на Microsoft Edge. Обновления браузера включают в себя необязательную кнопку домашней панели инструментов, возможность импорта закладок из других браузеров, тёмную тему, возможность перетаскивания вкладок в другое окно Microsoft Edge и автоматическое заполнение полей форм и пароля. Пользователь также может указать, какую страницу Microsoft Edge отображает при запуске, и отображать ли популярные сайти и /или объединённые новостные материалы при открытии новой вкладки. Microsoft Edge теперь также может продолжать воспроизведение аудио и видео, даже когда приложение свёрнуто. |
| 10.0.10159                             | 30 июня 2015 года                      | н/д                                    | Сборка включает в себя новые обои для рабочего стола по умолчанию, которые Microsoft назвала «образ героя», которые будут включены в финальный выпуск Windows 10.Также обновлён экран блокировки чтобы отобразить изменённую версию обоев по умолчанию на странице, где пользователь вводит свои учётные данные. |
| 10.0.10162                             | 2 июля 2015 года                       | 6 июля 2015 года                       | Сборка добавляет всплывающие подсказки о том, как использовать режим планшета. |
| 10.0.10166                             | 9 июля 2015 года                       | н/д                                    | Сборка добавляет возможность покупки wi-fi-соединений через Windows Store. В то время эта функция была доступна только в Сиэтле, штат Вашингтон. |

| Стабильные сборки Windows 10 1507 | Стабильные сборки Windows 10 1507 | Стабильные сборки Windows 10 1507 | Стабильные сборки Windows 10 1507   | Стабильные сборки Windows 10 1507 |
| Сборка                            | Номер обновления                  | Дата выпуска                      | Примечание                          | Описание |
| --------------------------------- | --------------------------------- | --------------------------------- | ----------------------------------- | --- |
| 10.0.10240.16384                  | KB3074661                         | 15 июля 2015 года                 | Все редакции                        | RTM сборка Windows 10. Была выпущена для производителей устройств для предварительной загрузки на их устройствах, продавалась розничным магазинам на установочном USB-носителе для клиентов, которые хотели бы приобрести операционную систему как самостоятельный розничный продукт. |
| 10.0.10240.16389                  | KB3074663                         | 15 июля 2015 года                 | Все редакции                        | |
| 10.0.10240.16391                  | KB3074665                         | 17 июля 2015 года                 | Все редакции                        | |
| 10.0.10240.16393                  | KB3074669                         | 20 июля 2015 года                 | Все редакции                        | |
| 10.0.10240.16394                  | KB3074674                         | 21 июля 2015 года                 | Все редакции                        | |
| 10.0.10240.16397                  | KB3074680                         | 24 июля 2015 года                 | Все редакции                        | |
| 10.0.10240.16399                  | KB3074681                         | 25 июля 2015 года                 | Все редакции                        | |
| 10.0.10240.16405                  | KB3074683                         | 29 июля 2015 года                 | Все редакции                        | Первая общедоступная версия, полученная при обновлении до Windows 10 через бесплатное обновление или после проверки обновлений на компьютерах с предустановленной Windows 10. |
| 10.0.10240.16413                  | KB3081424                         | 5 августа 2015 года               | Все редакции                        | |
| 10.0.10240.16430                  | KB3081436                         | 11 августа 2015 года              | Все редакции                        | |
| 10.0.10240.16433                  | KB3081438                         | 14 августа 2015 года              | Все редакции                        | |
| 10.0.10240.16445                  | KB3081444                         | 18 августа 2015 года              | Все редакции                        | |
| 10.0.10240.16463                  | KB3081448                         | 27 августа 2015 года              | Все редакции                        | |
| 10.0.10240.16487                  | KB3081455                         | 8 сентября 2015 года              | Все редакции                        | |
| 10.0.10240.16520                  | KB3093266                         | 30 сентября 2015 года             | Все редакции                        | Добавляет новые функции в Microsoft Edge. Для веб-сайтов, которые отображают диалоговые окна несколько раз, Microsoft Edge теперь предоставляет флажок в диалоговом окне, чтобы предотвратить появление дополнительных диалоговых окон.                                               |
| 10.0.10240.16549                  | KB3097617                         | 13 октября 2015 года              | Все редакции                        | |
| 10.0.10240.16566                  | KB3105210                         | 27 октября 2015 года              | Все редакции                        | |
| 10.0.10240.16590                  | KB3105213                         | 10 ноября 2015 года               | Все редакции                        | |
| 10.0.10240.16601                  | KB3116869                         | 8 декабря 2015 года               | Все редакции                        | |
| 10.0.10240.16644                  | KB3124266                         | 12 января 2016 года               | Все редакции                        | |
| 10.0.10240.16683                  | KB3135174                         | 9 февраля 2016 года               | Все редакции                        | |
| 10.0.10240.16725                  | KB3140745                         | 8 марта 2016 года                 | Все редакции                        | |
| 10.0.10240.16769                  | KB3147461                         | 12 апреля 2016 года               | Все редакции                        | |
| 10.0.10240.16854                  | KB3156387                         | 10 мая 2016 года                  | Все редакции                        | |
| 10.0.10240.16942                  | KB3163017                         | 14 июня 2016 года                 | Все редакции                        | |
| 10.0.10240.17024                  | KB3163912                         | 12 июля 2016 года                 | Все редакции                        | |
| 10.0.10240.17071                  | KB3176492                         | 9 августа 2016 года               | Все редакции                        | |
| 10.0.10240.17113                  | KB3185611                         | 13 сентября 2016 года             | Все редакции                        | |
| 10.0.10240.17146                  | KB3192440                         | 11 октября 2016 года              | Все редакции                        | |
| 10.0.10240.17190                  | KB3198585                         | 8 ноября 2016 года                | Все редакции                        | |
| 10.0.10240.17202                  | KB3205383                         | 13 декабря 2016 года              | Все редакции                        | |
| 10.0.10240.17236                  | KB3210720                         | 10 января 2017 года               | Все редакции                        | |
| 10.0.10240.17319                  | KB4012606                         | 14 марта 2017 года                | Все редакции                        | |
| 10.0.10240.17320                  | KB4016637                         | 22 марта 2017 года                | Все редакции                        | |
| 10.0.10240.17354                  | KB4015221                         | 11 апреля 2017 года               | Все редакции                        | |
| 10.0.10240.17394                  | KB4019474                         | 9 мая 2017 года                   | Все редакции                        | |
| 10.0.10240.17443                  | KB4022727                         | 13 июня 2017 года                 | Все редакции                        | |
| 10.0.10240.17446                  | KB4032695                         | 27 июня 2017 года                 | Все редакции                        | |
| 10.0.10240.17488                  | KB4025338                         | 11 июля 2017 года                 | Только с долгосрочным обслуживанием | |
| 10.0.10240.17533                  | KB4034668                         | 8 августа 2017 года               | Только с долгосрочным обслуживанием | |
| 10.0.10240.17609                  | KB4038781                         | 12 сентября 2017 года             | Только с долгосрочным обслуживанием | |
| 10.0.10240.17643                  | KB4042895                         | 10 октября 2017 года              | Только с долгосрочным обслуживанием | |
| 10.0.10240.17673                  | KB4048956                         | 14 ноября 2017 года               | Только с долгосрочным обслуживанием | |
| 10.0.10240.17709                  | KB4053581                         | 12 декабря 2017 года              | Только с долгосрочным обслуживанием | |
| 10.0.10240.17738                  | KB4056893                         | 3 января 2018 года                | Только с долгосрочным обслуживанием | |
| 10.0.10240.17741                  | KB4075199                         | 18 января 2018 года               | Только с долгосрочным обслуживанием | |
| 10.0.10240.17741                  | KB4077735                         | 31 января 2018 года               | Только с долгосрочным обслуживанием | |
| 10.0.10240.17770                  | KB4074596                         | 13 февраля 2018 года              | Только с долгосрочным обслуживанием | |
| 10.0.10240.17797                  | KB4088786                         | 13 марта 2018 года                | Только с долгосрочным обслуживанием | |
| 10.0.10240.17831                  | KB4093111                         | 10 апреля 2018 года               | Только с долгосрочным обслуживанием | |

#### Threshold 2 — November Update (1511)
«Ноябрьское обновление» было выпущено 10 ноября 2015 года.
Изменения:
- Улучшения производительности в повседневных задачах, в частности, загрузка компьютера выполняется на 30 процентов быстрее, чем в Windows 7 на идентичном устройстве;
- Microsoft Edge получил улучшенную производительность и безопасность, также функцию предварительного просмотра вкладок, которая позволяет ознакомиться с содержимым вкладки с помощью наведения курсора мыши и не покидая текущую страницу. Microsoft Edge теперь синхронизирует Избранное и список для чтения между устройствами, и пользователь может легко продолжить чтение интересного контента. Cortana теперь будет оповещать о самых выгодных купонах в Staples, Macys и Best Buy во время онлайн-шопинга в Microsoft Edge.
- Улучшены системные приложения Почта, Календарь, Фотографии, Groove, Xbox, OneNote, Solitaire и другие.
- Обновлены приложения Skype и Sway[122]
- Обновилась и функция прикрепления окон (Snap assist). Теперь при изменении размера одного окна соседнее окно будет расширяться или сжиматься автоматически, занимая оставшееся пространство экрана.[122]
- Фоновое изображение на экране входа теперь можно отключить[122]
- Изменения в приложении «параметры»:
  - Система → О системе — отображается номер версии (1511) и номер сборки операционной системы.[122]
  - Система → Автономные карты — можно изменить место хранения автономных карт.[122]
  - Устройства → Принтеры и сканеры — можно разрешить Windows управлять принтером по умолчанию (по умолчанию будет считаться принтер, который использовался в последний раз).[122]
  - Устройства → USB — новый подраздел меню с новой функцией «Уведомлять при наличии проблем с подключением к USB-устройствам».[122]
  - Обновления и безопасность → Центр обновления Windows — можно получить подробную информацию о последних обновлениях.[122]
  - Обновления и безопасность → Активация — данный подраздел теперь содержит код и ключ продукта.[122]
- Новые анимации открытия и закрытия приложений Магазина Windows.[122]
- Для персонализации экрана блокировки в Windows 10 Pro была добавлена функция «Windows: интересное». После её включения фоновые изображения для локскрина будут автоматически загружаться из Интернета.[122]
- Раздел «Все приложения» в меню «Пуск» теперь поддерживает отображение 2048 элементов вместо прежних 512.[122]
- Новая функция «Поиск в Магазине» в контекстном меню файлов.[122]
- Система сообщает, если загрузка обновлений осуществляется из нескольких мест (с компьютеров в локальной сети и других компьютеров в Интернете).[122]
- Новые варианты активации Windows 10.[126]
- Цветные заголовки окон.[126]

Поддержка Windows 10 1511 прекращена 10 октября 2017 года. 14 ноября 2017 года Microsoft продлила поддержку редакций Education и Enteprise до апреля 2018 года.
| Предварительные сборки Windows 10 1511 | Предварительные сборки Windows 10 1511 | Предварительные сборки Windows 10 1511 | Предварительные сборки Windows 10 1511 |
| Сборка                                 | Дата выпуска                           | Дата выпуска                           | Описание изменений |
| Сборка                                 | Ранний доступ                          | Поздний доступ                         | Описание изменений |
| -------------------------------------- | -------------------------------------- | -------------------------------------- | --- |
| 10.0.10525                             | 18 августа 2015 года                   | н/д                                    | - Обновлены настройки цвета - Улучшения менеджера памяти |
| 10.0.10532                             | 27 августа 2015 года                   | н/д                                    | - Функция «Поделиться» добавлена в приложение обратной связи Windows. - Переработанное контекстное меню                                                                                 |
| 10.0.10547                             | 18 сентября 2015 года                  | н/д                                    | - Столбцы плиток можно расширить на 33 % - Увеличен предел плиток в меню «пуск» до 2048 - Улучшение режима планшета - Теперь фон экрана входа в систему можно отключить                 |
| 10.0.10565                             | 12 октября 2015 года                   | 16 октября 2015 года                   | - Предварительный просмотр вкладки в Microsoft Edge - Улучшения Microsoft Edge - Улучшение контекстного меню - Улучшения заголовков - Обновлены иконки - Улучшения активации устройства |
| 10.0.10576                             | 29 октября 2015 года                   | н/д                                    | - Кастинг мультимедиа добавлен в Microsoft Edge |

| Стабильные сборки Windows 10 1511 | Стабильные сборки Windows 10 1511 | Стабильные сборки Windows 10 1511 | Стабильные сборки Windows 10 1511                              | Стабильные сборки Windows 10 1511 |
| Сборка                            | Номер обновления                  | Дата выпуска                      | Примечание                                                     | Описание |
| --------------------------------- | --------------------------------- | --------------------------------- | -------------------------------------------------------------- | --- |
| 10.0.10586.0                      | RTM-сборка                        | 12 ноября 2015 года (официально)  | Все редакции                                                   | В сборке добавлена поддержка алгоритма шифрования XTS-AES в BitLocker. Другие функции, связанные с безопасностью, включают расширенную защиту учётных данных. В приложении «Настройки» в разделе «Конфиденциальность» появились вкладки «История вызовов» и «Электронная почта». Начиная с этой сборки, Windows Spotlight доступен в редакции Pro. |
| 10.0.10586.3                      | KB3105211                         | 10 ноября 2015 года               | Все редакции                                                   | |
| 10.0.10586.11                     | KB3118754                         | 18 ноября 2015 года               | Все редакции                                                   | |
| 10.0.10586.14                     | KB3120677                         | 24 ноября 2015 года               | Все редакции                                                   | |
| 10.0.10586.17                     | KB3116908                         | 2 декабря 2015 года               | Все редакции                                                   | |
| 10.0.10586.29                     | KB3116900                         | 8 декабря 2015 года               | Все редакции                                                   | |
| 10.0.10586.36                     | KB3124200                         | 17 декабря 2015 года              | Все редакции                                                   | |
| 10.0.10586.63                     | KB3124263                         | 12 января 2016 года               | Все редакции                                                   | |
| 10.0.10586.71                     | KB3124262                         | 27 января 2016 года               | Все редакции                                                   | |
| 10.0.10586.104                    | KB3135173                         | 9 февраля 2016 года               | Все редакции                                                   | |
| 10.0.10586.122                    | KB3140743                         | 2 марта 2016 года                 | Все редакции                                                   | |
| 10.0.10586.164                    | KB3140768                         | 8 марта 2016 года                 | Все редакции                                                   | |
| 10.0.10586.218                    | KB3147458                         | 12 апреля 2016 года               | Все редакции                                                   | |
| 10.0.10586.240                    |                                   | 28 апреля 2016 года               | Все редакции                                                   | Накопительное обновление улучшает раздел для отслеживания трафика — «Сетевое и беспроводное» → «Использование данных» в приложении «Параметры». |
| 10.0.10586.318                    | KB3156421                         | 10 мая 2016 года                  | Все редакции                                                   | Обновление позволяет UWP-играм и приложениям разблокировать частоту кадров. Это позволит UWP-играм отключать V-Sync и позволяет использовать сторонние функции, такие как G-Sync и Freesync. |
| 10.0.10586.420                    | KB3163018                         | 14 июня 2016 года                 | Все редакции                                                   | |
| 10.0.10586.589                    | KB3185614                         | 13 сентября 2016 года             | Все редакции                                                   | |
| 10.0.10586.679                    | KB3198586                         | 8 ноября 2016 года                | Все редакции                                                   | |
| 10.0.10586.713                    | KB3205386                         | 13 декабря 2016 года              | Все редакции                                                   | |
| 10.0.10586.753                    | KB3210721                         | 10 января 2017 года               | Все редакции                                                   | |
| 10.0.10586.839                    | KB4013198                         | 14 марта 2017 года                | Все редакции                                                   | |
| 10.0.10586.842                    | KB4016636                         | 22 марта 2017 года                | Все редакции                                                   | |
| 10.0.10586.873                    | KB4015219                         | 11 апреля 2017 года               | Все редакции                                                   | |
| 10.0.10586.916                    | KB4019473                         | 9 мая 2017 года                   | Все редакции                                                   | |
| 10.0.10586.962                    | KB4022714                         | 13 июня 2017 года                 | Все редакции                                                   | |
| 10.0.10586.965                    | KB4032693                         | 2 июня 2017 года                  | Все редакции                                                   | |
| 10.0.10586.1007                   | KB4025344                         | 11 июля 2017 года                 | Все редакции                                                   | |
| 10.0.10586.1045                   | KB4034660                         | 8 августа 2017 года               | Все редакции                                                   | |
| 10.0.10586.1106                   | KB4038783                         | 12 сентября 2017 года             | Все редакции                                                   | |
| 10.0.10586.1176                   | KB4041689                         | 10 октября 2017 года              | Все редакции                                                   | |
| 10.0.10586.1177                   | KB4052232                         | 2 ноября 2017 года                | Все редакции                                                   | |
| 10.0.10586.1232                   | KB4048952                         | 14 ноября 2017 года               | Только редакции Для образовательных учреждений и Корпоративная | |
| 10.0.10586.1295                   | KB4053578                         | 12 декабря 2017 года              | Только редакции Для образовательных учреждений и Корпоративная | |
| 10.0.10586.1356                   | KB4056888                         | 3 января 2018 года                | Только редакции Для образовательных учреждений и Корпоративная | |
| 10.0.10586.1358                   | KB4075200                         | 18 января 2018 года               | Только редакции Для образовательных учреждений и Корпоративная | |
| 10.0.10586.1417                   | KB4074591                         | 13 февраля 2018 года              | Только редакции Для образовательных учреждений и Корпоративная | |
| 10.0.10586.1478                   | KB4088779                         | 13 марта 2018 года                | Только редакции Для образовательных учреждений и Корпоративная | |
| 10.0.10586.1540                   | KB4093109                         | 10 апреля 2018 года               | Только редакции Для образовательных учреждений и Корпоративная | |

### Windows Redstone
Redstone — серия крупных обновлений, выпущенных после Threshold.

#### Redstone 1 — Anniversary Update (1607)
Anniversary Update (с англ. — «Юбилейное обновление») было выпущено для ПК 2 августа 2016 года, для мобильных устройств — 9 августа.
Включает в себя:
- Windows Ink — рукописный ввод;
- расширения для браузера Microsoft Edge;
- улучшенная Cortana;
- тёмная тема оформления;
- автоматическая установка временной зоны;
- Windows Hello — идентификация пользователя с помощью веб-камеры;
- возможность портирования приложений на Xbox One;
- функциональность bash и основной инструментарий;
- универсальное приложение Skype для Windows 10;
- синхронизация уведомлений мобильного устройства и ПК;
- специальная настройка ПК для образовательных учреждений;
- обновлённое меню Пуск;
- новые эмодзи ;
- новое меню параметров.

Поддержка Windows 10 1607 завершилась в марте 2018 года.
Основная поддержка Windows 10 Enterprise LTSB 2016, основанной на Windows 10 1607, завершилась 12 октября 2021 года, расширенная — 13 октября 2026 года.
| Предварительные сборки Windows 10 1607 | Предварительные сборки Windows 10 1607 | Предварительные сборки Windows 10 1607 | Предварительные сборки Windows 10 1607 |
| Сборка                                 | Дата выхода                            | Дата выхода                            | Описание изменений |
| Сборка                                 | Ранний доступ                          | Поздний доступ                         | Описание изменений |
| -------------------------------------- | -------------------------------------- | -------------------------------------- | --- |
| 10.0.11082                             | 16 декабря 2015 года                   | н/д                                    | |
| 10.0.11099                             | 16 января 2016 года                    | н/д                                    | |
| 10.0.11102                             | 21 января 2016 года                    | н/д                                    | - В Microsoft Edge добавлена история посещённых сайтов |
| 10.0.14251                             | 27 января 2016 года                    | н/д                                    | - Улучшения Кортаны |
| 10.0.14257                             | 3 февраля 2016 года                    | н/д                                    | - Основная работа над новыми компонентами |
| 10.0.14271                             | 24 февраля 2016 года                   | н/д                                    | - Получение обратной связи является неотъемлемой частью программы предварительной оценки |
| 10.0.14279                             | 4 марта 2016 года                      | н/д                                    | - Поддержка дополнительных языков для Кортаны - Фоновое изображение экрана входа в систему совпадает с экраном блокировки |
| 10.0.14291                             | 17 марта 2016 года                     | н/д                                    | - Улучшения Microsoft Edge - Расширения Microsoft Edge - Закрепление вкладок Microsoft Edge - Добавлено приложение «Центр отзывов» |
| 10.0.14295                             | 25 марта 2016 года                     | 30 марта 2016 года                     | |
| 10.0.14316                             | 6 апреля 2016 года                     | н/д                                    | - WSL - UWP-приложение Skype preview - Улучшения центра уведомлений - Обновлены эмодзи - Добавлена тёмная тема в UWP-приложения - Добавлена привязка окон к виртуальным рабочим столам - Обновлённый экран прогресса обновлений - Обновлено приложение «параметры» |
| 10.0.14328                             | 22 апреля 2016 года                    | н/д                                    | - Добавлен Windows Ink - Улучшения меню «Пуск» - Весь список программ в меню «Пуск» слева от плиток - Кортана на экране блокировки - Обновлён значок центра уведомлений - Кортана в центре уведомлений - Перемещение кнопок быстрого доступа в центре уведомлений - Улучшения календаря - Часы на панели задач теперь видны на всех мониторах - Настройки панели задач перемещены в приложение «параметры» - По нажатию Win+X доступен диспетчер устройств - Проведение по экрану четырьмя пальцами горизонтально переключает рабочие столы (только для точных сенсорных дисплеев) - Скрыт адрес электронной почты при входе в систему - Добавлены средства управления мультимедиа на экране блокировки - Обновлён значок проводника |
| 10.0.14332                             | 26 апреля 2016 года                    | н/д                                    | - Улучшения WSL - Улучшения командной строки |
| 10.0.14342                             | 10 мая 2016 года                       | н/д                                    | - Поддержка управления жестом в Microsoft Edge - Улучшения WSL - Обновлена иконка Windows Ink - Изменено диалоговое окно UAC - Отключение уведомлений в центре уведомлений средней клавишей мыши. - Улучшения приложения «Центр отзывов» |
| 10.0.14352                             | 26 мая 2016 года                       | н/д                                    | - Улучшения Кортаны - Улучшения Windows Ink - Добавлена поддержка управления таймером и приложением «музыка Groove» для Кортаны - Добавлен компас для Windows Ink - Обновлён значок «проводника» - Улучшения развёртывания корпоративной редакции |
| 10.0.14361                             | 8 июня 2016 года                       | н/д                                    | - Улучшения Windows Ink - Согласованный цвет фона в приложении «Параметры» - Обновлены значки Blu-Ray и сети |
| 10.0.14366                             | 14 июня 2016 года                      | 17 июня 2017 года                      | - Расширение office online для Microsoft Edge |
| 10.0.14367                             | 16 июня 2016 года                      | 21 июня 2017 года                      | - Запуск приложения «Центр отзывов» комбинацией Win+F - Добавлено 23 языка для распознавания рукописного ввода |
| 10.0.14371                             | 22 июня 2016 года                      | н/д                                    | - Улучшение активации |
| 10.0.14372                             | 23 июня 2016 года                      | н/д                                    | - Новые расширения Microsoft Edge |
| 10.0.14376                             | 28 июня 2016 года                      | н/д                                    | |
| 10.0.14379                             | 30 июля 2016 года                      | н/д                                    | |
| 10.0.14383                             | 7 июля 2016 года                       | н/д                                    | |
| 10.0.14385                             | 9 июля 2016 года                       | н/д                                    | |
| 10.0.14388                             | 12 июля 2016 года                      | н/д                                    | |
| 10.0.14390                             | 15 июля 2016 года                      | н/д                                    | |

| Стабильные сборки Windows 10 1607 | Стабильные сборки Windows 10 1607 | Стабильные сборки Windows 10 1607 | Стабильные сборки Windows 10 1607 | Стабильные сборки Windows 10 1607                                  |
| Сборка                            | Номер обновления                  | Дата выпуска                      | Примечание                        | Описание изменений                                                 |
| --------------------------------- | --------------------------------- | --------------------------------- | --------------------------------- | ------------------------------------------------------------------ |
| 10.0.14393.0                      | RTM-сборка                        | 2 августа 2016 года               | Все редакции                      | - Повышение надёжности Меню «Пуск», «Кортаны», центра уведомлений. |
| 10.0.14393.10                     | KB3176929                         | 2 августа 2016 года               | Все редакции                      |                                                                    |
| 10.0.14393.51                     | KB3176495                         | 9 августа 2016 года               | Все редакции                      |                                                                    |
| 10.0.14393.82                     | KB3176934                         | 23 августа 2016 года              | Все редакции                      |                                                                    |
| 10.0.14393.105                    | KB3176938                         | 31 августа 2016 года              | Все редакции                      |                                                                    |
| 10.0.14393.187                    | KB3189866 KB3193494               | 13 сентября 2016 года             | Все редакции                      |                                                                    |
| 10.0.14393.189 * перевыпущено     | KB3189866 KB3193494               | 20 августа 2016 года              | Все редакции                      |                                                                    |
| 10.0.14393.222                    | KB3194496                         | 29 сентября 2016 года             | Все редакции                      |                                                                    |
| 10.0.14393.321                    | KB3194798                         | 11 октября 2016 года              | Все редакции                      |                                                                    |
| 10.0.14393.351                    | KB3197954                         | 27 октября 2016 года              | Все редакции                      |                                                                    |
| 10.0.14393.447                    | KB3200970                         | 8 ноября 2016 года                | Все редакции                      |                                                                    |
| 10.0.14393.479                    | KB3201845                         | 9 декабря 2016 года               | Все редакции                      |                                                                    |
| 10.0.14393.576                    | KB3206632                         | 13 декабря 2016 года              | Все редакции                      |                                                                    |
| 10.0.14393.693                    | KB3213986                         | 10 января 2017 года               | Все редакции                      |                                                                    |
| 10.0.14393.726                    | KB3216755                         | 26 января 2017 года               | Все редакции                      |                                                                    |
| 10.0.14393.729                    | KB4010672                         | 30 января 2017 года               | Все редакции                      |                                                                    |
| 10.0.14393.953                    | KB4013429                         | 14 марта 2017 года                | Все редакции                      |                                                                    |
| 10.0.14393.969                    | KB4015438                         | 20 марта 2017 года                | Все редакции                      |                                                                    |
| 10.0.14393.970                    | KB4016635                         | 22 марта 2017 года                | Все редакции                      |                                                                    |
| 10.0.14393.1066                   | KB4015217                         | 11 апреля 2017                    | Все редакции                      |                                                                    |
| 10.0.14393.1198                   | KB4019472                         | 9 мая 2017 года                   | Все редакции                      |                                                                    |
| 10.0.14393.1230                   | KB4023680                         | 26 мая 2017 года                  | Все редакции                      |                                                                    |
| 10.0.14393.1358                   | KB4022715                         | 13 июня 2017 года                 | Все редакции                      |                                                                    |
| 10.0.14393.1378                   | KB4022723                         | 27 июня 2017 года                 | Все редакции                      |                                                                    |
| 10.0.14393.1480                   | KB4025339                         | 11 июля 2017 года                 | Все редакции                      |                                                                    |
| 10.0.14393.1532                   | KB4025334                         | 18 июля 2017 года                 | Все редакции                      |                                                                    |
| 10.0.14393.1537                   | KB4038220                         | 7 августа 2017 года               | Все редакции                      |                                                                    |
| 10.0.14393.1593                   | KB4034658                         | 8 августа 2017 года               | Все редакции                      |                                                                    |
| 10.0.14393.1613                   | KB4034661                         | 16 августа 2017 года              | Все редакции                      |                                                                    |
| 10.0.14393.1670                   | KB4039396                         | 28 августа 2017 года              | Все редакции                      |                                                                    |
| 10.0.14393.1715                   | KB4038782                         | 12 сентября 2017 года             | Все редакции                      |                                                                    |
| 10.0.14393.1737                   | KB4038801                         | 25 сентября 2017 года             | Все редакции                      |                                                                    |
| 10.0.14393.1770                   | KB4041691                         | 10 октября 2017 года              | Все редакции                      |                                                                    |
| 10.0.14393.1794                   | KB4041688                         | 17 октября 2017 года              | Все редакции                      |                                                                    |
| 10.0.14393.1797                   | KB4052231                         | 2 ноября 2017 года                | Все редакции                      |                                                                    |
| 10.0.14393.1884                   | KB4048953                         | 14 ноября 2017 года               | Все редакции                      |                                                                    |
| 10.0.14393.1914                   | KB4051033                         | 27 ноября 2017 года               | Все редакции                      |                                                                    |
| 10.0.14393.1944                   | KB4053579                         | 12 декабря 2017                   | Все редакции                      |                                                                    |
| 10.0.14393.2007                   | KB4056890                         | 3 января 2018 года                | Все редакции                      |                                                                    |
| 10.0.14393.2034                   | KB4057142                         | 17 января 2018 года               | Все редакции                      |                                                                    |
| 10.0.14393.2068                   | KB4074590                         | 13 февраля 2018 года              | Все редакции                      |                                                                    |
| 10.0.14393.2097                   | KB4077525                         | 22 февраля 2018 года              | Все редакции                      |                                                                    |
| 10.0.14393.2125                   | KB4088787                         | 13 марта 2018 года                | Все редакции                      |                                                                    |
| 10.0.14393.2155                   | KB4088889                         | 22 марта 2018 года                | Все редакции                      |                                                                    |
| 10.0.14393.2156                   | KB4096309                         | 29 марта 2018 года                | Все редакции                      |                                                                    |
| 10.0.14393.2189                   | KB4093119                         | 10 апреля 2018 года               | Все редакции                      |                                                                    |

#### Redstone 2 — Creators Update (1703)
11 апреля 2017 года Microsoft выпустила Creators Update (с англ. — «Обновление для дизайнеров»). Возможность установить обновление появилась ещё до официального релиза — 5 апреля 2017 года — с помощью Update Assistant, программы для обновления Windows 10.
Обновление включает:
- Приложение Paint 3D
- Поддержка шлемов дополненной реальности HoloLens
- Ночной свет
- UWP приложение «проводник» (скрыто по умолчанию)
- Игровой режимИгровая панель Windows 10
- Стриминг игр

Игровая панель Windows 10

- Поддержка спецификации Windows Display Driver Model 2.2
- Поддержка многоканального пространственного звука Dolby Atmos
- HDR и Wide Color Gamut
- Улучшения для браузера Microsoft Edge
- Улучшения процесса обновления
- Изменения параметров конфиденциальности
- Адресная панель в редакторе реестра
- Обновления Ubuntu в Bash
- PowerShell по умолчанию
- Усложнён доступ к панели управления
- Улучшения символических ссылок
- Масштабирование Hyper-V
- Быстрое создание виртуальных машин
- Поддержка изменения размеров окон подключения к виртуальным машинам Hyper-V
- Улучшения поддержки экранов высокого разрешения для десктопных приложений
- Новые настройки масштабирования для мониторов высокого разрешения
- Улучшения технологии Windows Defender Advanced Threat Protection
- Windows Hello для «Активного каталога»
- Переадресация SMS-сообщений в Skype
- Новое меню «Поделиться»
- Изменения приложения «Параметры»
- Новая комбинация клавиш Windows+⇧ Shift+S для скриншотов
- Поддержка шрифта Брайля
- Storage Sense
- Динамическая блокировка
- Новый инструмент устранения неполадок
- Защитник Windows
- Улучшена авторизация по PIN
- Уведомления в Проводнике Windows
- Новый режим «Compact Overlay»
- Улучшения контроля Wi-Fi
- Расширение цветовых схем интерфейса
- Папки в меню «Пуск»
- Настройка меню «Пуск»
- Виртуальный тачпад
- Плавное изменение размеров окон
- Управление темами оформления
- Улучшения размещения иконок рабочего стола
- Быстрый доступ к настройкам VPN
- Улучшения авторизации при использовании нескольких учётных записей
- Поддержка лунного календаря
- Office HubЗелёный экран смерти в предварительных сборках Windows 10
- Улучшения приложения «Фотографии»

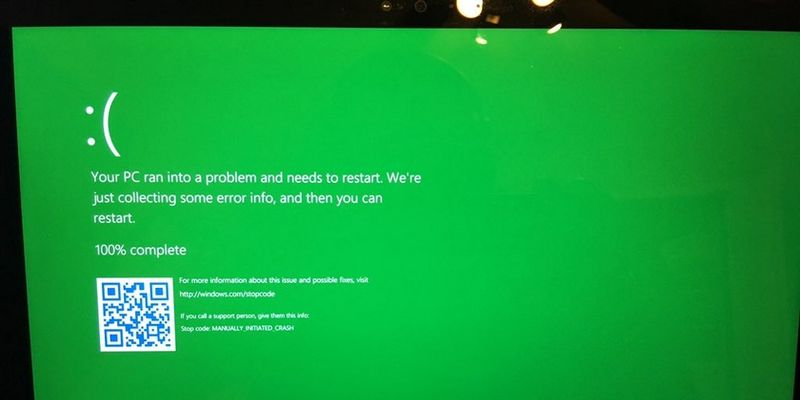
Зелёный экран смерти в предварительных сборках Windows 10

- Расширенное распознавание в Sticky Notes
- Книги в магазине Windows
- Улучшения Windows Ink[англ.]
- Настройки Surface Dial
- Новые настройки использования нескольких устройств
- Улучшения время работы от батареи
- «Синий экран смерти» в предварительных сборках заменён зелёным (GSOD).

Данное обновление не поддерживают устройства с некоторыми процессорами Intel Atom серии Clover Trail. Это связано с тем, что Intel прекратила поддержку данной линейки CPU и больше не выпускает под неё драйвера. Microsoft заявила, что будет выпускать обновления предыдущей версии (Anniversary Update) для этих устройств до 2023 года вместо обновления до более поздних версий ОС.
Поддержка Windows 10 1703 завершилась в сентябре 2018 года.
| Предварительные сборки Windows 10 1703 | Предварительные сборки Windows 10 1703 | Предварительные сборки Windows 10 1703 | Предварительные сборки Windows 10 1703 |
| Сборка                                 | Дата выхода                            | Дата выхода                            | Описание изменений |
| Сборка                                 | Ранний доступ                          | Поздний доступ                         | Описание изменений |
| -------------------------------------- | -------------------------------------- | -------------------------------------- | --- |
| 10.0.14901                             | 11 августа 2016 года                   |                                        | - Уведомления-банеры в «проводнике» |
| 10.0.14905                             | 17 августа 2016 года                   |                                        | |
| 10.0.14915                             | 31 августа 2016 года                   |                                        | - Улучшения приложений и загрузки обновлений |
| 10.0.14926                             | 14 сентября 2016 года                  |                                        | - Функция повтора добавлена в Microsoft Edge - Удалённые приложения не будут переустановлены после обновления - PIN-код принимает цифры независимо от состояния Num Lock - Microsoft Edge теперь может экспортировать избранное в HTML-файл |
| 10.0.14931                             | 21 сентября 2016 года                  | 5 октября 2016 года                    | - Обновление приложения «центр предварительной оценки» - Обновлено приложение «карты» - Skype Preview поддерживает SMS и MMS - Встроенная поддержка USB Audio 2.0 |
| 10.0.14936                             | 28 сентября 2016 года                  |                                        | - Расширение Turn Off the Lights для Microsoft Edge - Расширение Tampermonkey для Microsoft Edge - Расширение Microsoft Personal Shopping Assistant для Microsoft Edge - Исправлена ошибка, из-за которой диктор постоянно говорил о ходе песни - Исправлена ошибка, при которой использование клавиши Tab ↹ для навигации в приложении «Параметры» не работало - Исправлена ошибка, приводящая к тому, что Explorer.exe часто «сбоил» у некоторых пользователей, особенно у тех, у кого есть несколько сетевых подключений. |
| 10.0.14942                             | 7 октября 2016 года                    |                                        | - Список программ в меню «Пуск» можно скрыть - Изменён дизайн приложения «фотографии» - Улучшения точности сенсорной панели - Предустановленные приложения, удалённые из образа ОС, останутся после обновления - Новый значок центра обновления Windows - Хосты служб разделены на отдельные процессы на ПК с более чем 3,5 ГБ оперативной памяти - Диапазон активных часов увеличен до 18 часов - Навигация по полю формы в Экранном Дикторе |
| 10.0.14946                             | 13 октября 2016 года                   |                                        | - Расширенная настройка жестов для точных сенсорных панелей - Отдельные настройки тайм-аут экрана при использовании Continuum для телефона - Обновлена страница настроек Wi-Fi |
| 10.0.14951                             | 19 октября 2016 года                   |                                        | - Улучшения Windows Ink - Windows Ink доступен для приложения «фотографии» - Изменён дизайн приложения «камера» - Включение режима разработчика больше не требует перезагрузки - Улучшения экранного диктора - WSL поддерживает Ubuntu 16.04 |
| 10.0.14955                             | 25 октября 2016 года                   |                                        | - Контекстная осведомлённость в экранном дикторе - Обновлены приложения «почта» и "календарь |
| 10.0.14959                             | 3 ноября 2016 года                     |                                        | - Поддержка масштабирования экрана для виртуальных машин |
| 10.0.14965                             | 9 ноября 2016 года                     | 16 ноября 2016 года                    | - Обновление заметок - Улучшения Windows Ink - Улучшенная адресная строка в редакторе реестра |
| 10.0.14971                             | 17 ноября 2016 года                    |                                        | - Поддержка формата EPUB для Microsoft Edge - Приложение «Paint 3D Preview» - Замена командной строки на PowerShell в меню, вызываемого командой ⊞ Win + X. - Улучшенный опыт ввода текста с китайскими и японскими раскладками клавиатуры. - Приложение «получить office» обновление до версии 2.0 |
| 10.0.14986                             | 7 декабря 2016 года                    | 14 декабря 2016 года                   | - Cortana теперь может выключать, перезагружать или изменять громкость системы с помощью голосовых команд - «Groove music» для китайских пользователей - Полноэкранный режим для Cortana - Печать с корпоративного «облака» - Игровая панель имеет поддержку полноэкранного режима в некоторых играх - Новые дополнения к Windows Ink, например, возобновление предыдущих эскизов экрана, обновление визуальных изображений красок и более точное управление вращением линейки. - Обновлённая технология рендеринга. - Улучшения экранного диктора - Обновлённый дизайн «защитника Windows» - Улучшения редактора реестра, позволяющие изменить шрифты. - Улучшенный опыт обновления, позволяющий контролировать, когда устанавливать обновление и позволять освобождать место во время обновления. - Улучшенный опыт работы с Windows 10 в Азии, включающий улучшения китайского и японского IME, новое контекстное меню для IME, режим линии для китайского (упрощённого) почерка и т. д.                                                         |
| 10.0.15002                             | 9 января 2017 года                     |                                        | - Изменение размеров окон теперь должно быть более плавным - Панель предварительного просмотра вкладок в Microsoft Edge - Функция «Отменить» для вкладок Microsoft Edge, - Список переходов для Microsoft Edge, позволяющий пользователям открывать новое окно с панели задач - Microsoft Edge теперь блокирует ненадёжный Flash-контент до тех пор, пока пользователь не захочет его воспроизвести - Поддержка API запросов платежей для Microsoft Edge - Папки плитками в меню «Пуск» - Изменён дизайн окна «поделиться» - ⊞ Win + ⇧ Shift + S теперь захватывает область экрана и сохраняет её в буфер обмена - Улучшенная поддержка высокого разрешения для классических приложений - Улучшение размещения и масштабирования значков на рабочем столе. - Упрощённый и быстрый доступ к VPN - Улучшен диалог входа в приложение - Улучшены уведомления - Улучшения «защитника Windows» - Улучшения приложения «параметры» - «Синий экран смерти» в предварительных сборках заменён зелёным. - Добавлены опции повторения для напоминаний Кортаны |
| 10.0.15007                             | 12 января 2017 года                    |                                        | - Улучшения Microsoft Edge - Радужный флаг добавлен в эмодзи - Новые Bluetooth API |
| 10.0.15014                             | 19 января 2017 года                    |                                        | - Слияние настроек Wi-Fi и раздела «Услуги Wi-Fi» в приложении «Параметры» - Светлый оттенок для Кортаны в поле поиска - Больший текст в уведомлениях для Cortana - В уведомлениях Cortana теперь используется цвет акцента - Пользовательские цвета - Настройка чувствительности сенсорной панели |
| 10.0.15019                             | 27 января 2017 года                    |                                        | - Функция потоковой передачи добавлена в игровую панель - В приложение «параметры» добавлен раздел «игры» - Игровой режим добавлен в игровую панель - Улучшение полноэкранной поддержки для игровой панель - В Microsoft Edge добавлено чтение вслух - Microsoft Edge теперь показывает полноцветные, обновлённые эмодзи - Обновлён экран OOBE - «Синий свет» переименован в «ночной свет» - Hyper-V теперь изменяет разрешение экрана гостевой ОС - Прогресс загрузки из Microsoft Store отображается в центре уведомлений. - Меню устранения неполадок перемещено в приложение «параметры» |
| 10.0.15025                             | 1 февраля 2017 года                    |                                        | - Поддержка Брайля для экранного диктора - Поддержка моно-аудио - Добавлены коллекции в приложение «центр предварительной оценки» - Увеличенный диапазон температур «ночного света» |
| 10.0.15031                             | 8 февраля 2017 года                    |                                        | - Новое компактное окно наложения - Добавлена динамическая блокировка - Новая иконка значка «поделиться» - Улучшена поддержка полноэкранного режима для игровой панели |
| 10.0.15042                             | 24 февраля 2017 года                   |                                        | - Новая анимации Кортаны на экране OOBE - Улучшения Flash для Microsoft Edge - Улучшения режима чтения для Microsoft Edge |
| 10.0.15046                             | 28 февраля 2017 года                   |                                        | - Восстановлен домашний цвет Cortana на панели задач - Улучшения «защитника Windows» - Улучшения переводов - Обновлена иконка настройки игр - Новый контроль установки приложений |
| 10.0.15048                             | 3 марта 2017 года                      | 8 марта 2017 года                      | |
| 10.0.15055                             | 10 марта 2017 года                     |                                        | |
| 10.0.15058                             | 14 марта 2017 года                     | 17 марта 2017 года                     | |
| 10.0.15060                             | 16 марта 2017 года                     |                                        | |
| 10.0.15061                             | 17 марта 2017 года                     |                                        | |

| Стабильные сборки Windows 10 1703 | Стабильные сборки Windows 10 1703 | Стабильные сборки Windows 10 1703                                | Стабильные сборки Windows 10 1703 | Стабильные сборки Windows 10 1703 |
| Сборка                            | Номер обновления                  | Дата выпуска                                                     | Примечания                        | Описание изменений                |
| --------------------------------- | --------------------------------- | ---------------------------------------------------------------- | --------------------------------- | --------------------------------- |
| 10.0.15063.0                      | RTM-сборка                        | 20 марта 2017 года (для предварительной оценки в раннем доступе) |                                   |                                   |
| 10.0.15063.11                     |                                   | 1 апреля 2017 года                                               |                                   |                                   |
| 10.0.15063.13                     | KB4016251                         | 11 апреля 2017 года                                              |                                   |                                   |
| 10.0.15063.14                     |                                   | 3 апреля 2017 года для предварительной оценки в раннем доступе)  |                                   |                                   |
| 10.0.15063.138                    | KB4015583                         | 11 апреля 2017 года                                              |                                   |                                   |
| 10.0.15063.250                    | KB4016240                         | 25 апреля 2017 года                                              |                                   |                                   |
| 10.0.15063.296                    | KB4016871                         | 9 мая 2017 года                                                  |                                   |                                   |
| 10.0.15063.332                    | KB4020102                         | 25 мая 2017 года                                                 |                                   |                                   |
| 10.0.15063.413                    | KB4022725                         | 13 июня 2017 года                                                |                                   |                                   |
| 10.0.15063.447                    | KB4022716                         | 27 июня 2017 года                                                |                                   |                                   |
| 10.0.15063.448                    | KB4034450                         | 5 июля 2017 года                                                 |                                   |                                   |
| 10.0.15063.483                    | KB4025342                         | 11 июля 2017 года                                                |                                   |                                   |
| 10.0.15063.502                    | KB4032188                         | 31 июля 2017 года                                                |                                   |                                   |
| 10.0.15063.540                    | KB4034674                         | 8 августа 2017 года                                              |                                   |                                   |
| 10.0.15063.608                    | KB4038788                         | 12 сентября 2017 года                                            |                                   |                                   |
| 10.0.15063.632                    | KB4040724                         | 25 сентября 2017 года                                            |                                   |                                   |
| 10.0.15063.674                    | KB4041676                         | 10 октября 2017 года                                             |                                   |                                   |
| 10.0.15063.675                    | KB4049370                         | 2 ноября 2017 года                                               |                                   |                                   |
| 10.0.15063.726                    | KB4048954                         | 14 ноября 2017 года                                              |                                   |                                   |
| 10.0.15063.729                    | KB4055254                         | 22 ноября 2017 года                                              |                                   |                                   |
| 10.0.15063.786                    | KB4053580                         | 12 декабря 2017 года                                             |                                   |                                   |
| 10.0.15063.850                    | KB4056891                         | 3 января 2018 года                                               |                                   |                                   |
| 10.0.15063.877                    | KB4057144                         | 17 января 2018 года                                              |                                   |                                   |
| 10.0.15063.909                    | KB4074592                         |                                                                  |                                   |                                   |
| 10.0.15063.936                    | KB4077528                         | 22 февраля 2018 года                                             |                                   |                                   |
| 10.0.15063.936                    | KB4092077                         | 8 марта 2018 года                                                |                                   |                                   |
| 10.0.15063.966                    | KB4088782                         | 13 марта 2018 года                                               |                                   |                                   |
| 10.0.15063.994                    | KB4088891                         | 22 марта 2018 года                                               |                                   |                                   |
| 10.0.15063.1029                   | KB4093107                         | 10 апреля 2018 года                                              |                                   |                                   |

#### Redstone 3 — Fall Creators Update (1709)
Fall Creators Update (с англ. — «Осеннее обновление для дизайнеров») для Windows 10 вышло 17 октября 2017 года.
Новое:
- Fluent Design System — новый язык дизайна Windows, призванный заменить Metro UI. Ранее известный как Project Neon, впервые был представлен 11 мая 2017 года на конференции Microsoft Build 2017[307].
  - Имеет 5 основ:
    - Light (свет) — помогает пользователю акцентировать внимание на текущем взаимодействии и ближайших к курсору элементах.
    - Depth (глубина) — учитывает расположение элементов в пространстве относительно друг друга.
    - Motion (движение) — является индикацией динамического взаимодействия пользователя с интерфейсом.
    - Material (материал) — внешний вид элементов определяется не только палитрой, но и физическими свойствами материалов.
    - Scale (масштаб) — элементы интерфейса адаптируются в зависимости от текущего использования.

  - В меню пуск используется материал Acrylic.
- Pick Up Where You Left Off (PWILO) — функция Cortana, позволяющая начать работу на одном устройстве, а продолжить её на другом.
- Story Remix (В русской сборке — «Фотографии») — видеоредактор, позволяющий создавать истории с использованием фотографий, видеозаписей, музыкальных композиций, а также 3D-моделей и эффектов. Редактор построен на технологиях .NET, использует технологии машинного обучения и искусственного интеллекта.
- По-умолчанию будет отключён протокол SMBv1, уязвимость в котором вызвала эпидемию шифровальщиков WannaCry и Petya.
- Панель «Люди» — панель контактов на панели задач из учётной записи Microsoft, Skype и других приложений.
- В диспетчер задач добавлена информация о графическом процессоре
- Полноэкранный режим Microsoft Edge при нажатии F11, закрепление сайтов на панели задач.
- Заполнение форм PDF в Microsoft Edge
- Улучшение защиты от шифровальщиков и эксплоитов в центре безопасности защитника Windows.
- Power Throttling — автоматический перевод процессора в режим энергоэффективности во время выполнения фоновых задач для дольшей работы устройства от батареи.
- Установка Ubuntu, openSUSE и Fedora из Магазина Microsoft.
- Панель эмодзи.
- Контроль громкости для приложений UWP.
- Улучшения Оптимизации Доставки. Пользователь может задавать предел пропускной способности (в процентах), выделяемый на фоновую загрузку и раздачу обновлений. Возможно задать предельный объём обновлений в ГБ, которые пользователь может раздавать по сети. Так же пользователю доступна статистика об объёме скачанных, переданных обновлений, источников скачивания обновления, кто скачивает обновления.
- Конвертер валют в калькуляторе.
- Улучшения Контроля памяти. Теперь система может автоматически удалять папку «Windows.old».
- Поддержка виртуальной батареи в Hyper-V.
- Поддержка командной строки для приложений UWP.
- Угловая регулировка размера меню пуск.
- Выборочная синхронизация OneDrive.
- Контекстное меню сетевых подключений имеет современный дизайн.
- Форма восстановления пин-кода на экране блокировки.
- Просмотр настроек групповых политик обновления в центре обновления Windows.
- Добавлены индикаторы «здоровья» ПК в свойствах системы.
- Можно сбросить настройки Microsoft Edge в UWP приложении «параметры».
- Сеть Xbox — новый пункт в игровом меню настроек.
- TruePlay — новый пункт в игровом меню настроек.
- Программа предварительной оценки Windows теперь имеет иконку «Ninjacat».
- Исправлена проблема падения FPS играх, которая возникала в версии 1703.
- Магазин Windows переименован в Microsoft Store

Удалённые и устаревшие приложения:
- Классическое приложение Paint
- Outlook Express (устаревшие участки кода)
- Синхронизация настроек
- Syskey
- Windows PowerShell 2.0 (Рекомендуется переходить на версию 5.0 и выше)
- 3D Builder
- Enhanced Mitigation Experience Toolkit (EMET)
- Приложение «Ридер» (функциональность перенесена в Microsoft Edge)
- Заставки в темах (скрыты по-умолчанию в версии 1703 и более ранних)
- Развёртывание Windows Hello for Business, использующее System Center Configuration Manager
- Слой данных плиток
- шифры TLS RC4
- TCP Offload Engine
- RSA/AES шифрование для IIS
- Резервное копирование образа системы
- Trusted Platform Module (TPM) Owner Password Management
- Trusted Platform Module (TPM): TPM.msc and TPM Remote Management
- Trusted Platform Module (TPM) Remote Management

Поддержка Windows 10 1709 завершилась в марте 2019 года.
| Предварительные сборки Windows 10 1709 | Предварительные сборки Windows 10 1709 | Предварительные сборки Windows 10 1709 | Предварительные сборки Windows 10 1709 | Предварительные сборки Windows 10 1709 |
| Сборка                                 | Дата выпуска                           | Дата выпуска                           | Дата выпуска                           | Описание изменений |
| Сборка                                 | Ранний доступ                          | Поздний доступ                         | Windows Server                         | Описание изменений |
| -------------------------------------- | -------------------------------------- | -------------------------------------- | -------------------------------------- | --- |
| 10.0.16170                             | 7 апреля 2017 года                     | н/д                                    | н/д                                    | - Обновлён значок общего доступа в «Проводнике» во вкладке «Поделиться», чтобы соответствовать новой иконке «поделиться» - Включение расписания «ночного света» в настройках теперь сразу выключает «ночной свет» |
| 10.0.16176                             | 14 апреля 2017 года                    | н/д                                    | н/д                                    | - Подсистема Windows для Linux получает поддержку последовательных устройств |
| 10.0.16179                             | 19 апреля 2017 года                    | н/д                                    | н/д                                    | - Добавлена возможность возврата в виртуальные машины - Power Throttling |
| 10.0.16184                             | 28 апреля 2017 года                    | н/д                                    | н/д                                    | - На панель задач добавлена панель «люди» - Обновлённый опыт использования Gmail в приложениях «почта» и «календарь» |
| 10.0.16188                             | 4 мая 2017 года                        | н/д                                    | н/д                                    | - Функциональность приложения «ридер» перенесена в Microsoft Edge, приложение удалено. - В корпоративной редакции добавлен компонент Application Guard защитника Windows для Microsoft Edge. - В настройке программы предварительной оценки добавлен значок «кот-ниндзя» - Настройки Кортаны перемещены в приложение «параметры». - Обновлённая страница настроек лупы - Заменено диалоговое окно центра обновления Windows со всплывающим уведомлением |
| 10.0.16193                             | 11 мая 2017 года                       | н/д                                    | н/д                                    | - Изменено имя столбца Power Throttling в диспетчере задач - Настройка громкости UWP-приложений в микшере громкости |
| 10.0.16199                             | 17 мая 2017 года                       | н/д                                    | н/д                                    | - Новые компоненты приложения «люди» и приложения «параметры» - Обновлён экранный диктор - Добавлены уведомления о входящих вызовах между устройствами с помощью Cortana |
| 10.0.16212                             | 1 июня 2017 года                       | 1 июня 2017 года                       | н/д                                    | (сборка была отозвана самой Microsoft) |
| 10.0.16215                             | 8 июня 2017 года                       | н/д                                    | н/д                                    | - Fluent Design в меню «пуск» и в центре уведомлений - Улучшения Microsoft Edge, Cortana, аппаратной клавиатуры, оболочки, приложения параметры, инструменты разработчика, упрощённого доступа, японского шрифта, японской и китайской раскладок клавиатур. - Новая панель рукописного ввода на основе XAML и сенсорная клавиатура |
| 10.0.16226                             | 21 июня 2017 года                      | н/д                                    | н/д                                    | - Новые компоненты и улучшения Microsoft Edge - Конвертер валют в приложении «калькулятор» - Поддержка Emoji 5.0 на панели эмодзи - Улучшения сенсорной клавиатуры, панели рукописного ввода, звука, игр, приложения «параметры», оболочки, упрощённого доступа, средств разработчика и японской раскладки клавиатуры. |
| 10.0.16232                             | 28 июня 2017 года                      | 7 июля 2017 года                       | н/д                                    | - Улучшения Application Guard защитника Windows - В центр безопасности защитника Windows добавлена защита от эксплоитов |
| 10.0.16232.1004                        | 6 июля 2017 года                       | н/д                                    | н/д                                    | |
| 10.0.16237                             | 7 июля 2017 года                       | н/д                                    | 13 июля 2017 года                      | - Улучшения Microsoft Edge, оболочки, входа в систему, гейминга, диспетчера задач и Hyper-V |
| 10.0.16241                             | 13 июля 2017 года                      | н/д                                    | н/д                                    | - Улучшения оболочки, входа в систему, гейминга, диспетчера задач и Hyper-V, Mixed Reality и оптимизации доставки |
| 10.0.16251                             | 26 июля 2017 года                      | 2 августа 2017 года                    | н/д                                    | - Новые функции подключения к телефону - Улучшения Cortana, загрузки, входа, Microsoft Edge и гейминга. |
| 10.0.16257                             | 2 августа 2017 года                    | н/д                                    | 8 августа 2017 года                    | - Новые функции управления глазами - Улучшения Microsoft Edge, командной строки, входа, Application Guard защитника Windows |
| 10.0.16267                             | н/д                                    | н/д                                    | 22 августа 2017 года                   | |
| 10.0.16273                             | 23 августа 2017 года                   | н/д                                    | н/д                                    | - Новый шрифт — Bahnschrift - Улучшения оболочки, Microsoft Edge и входа |
| 10.0.16275                             | 25 августа 2017 года                   | н/д                                    | н/д                                    | |
| 10.0.16278                             | 29 августа 2017 года                   | 1 сентября 2017 года                   | 5 сентября 2017 года                   | |
| 10.0.16281                             | 1 сентября 2017 года                   | н/д                                    | н/д                                    | |
| 10.0.16288                             | 12 сентября 2017 года                  | 15 сентября 2017 года                  | н/д                                    | |
| 10.0.16291                             | 19 сентября 2017 года                  | 22 сентября 2017 года                  | н/д                                    | - «Резюме» в Кортане |
| 10.0.16294                             | 20 сентября 2017 года                  | н/д                                    | н/д                                    | |
| 10.0.16296                             | 22 сентября 2017 года                  | 26 сентября 2017 года                  | н/д                                    | |
| 10.0.16299.0                           | 26 сентября 2017 года                  | 28 сентября 2017 года                  | н/д                                    | RTM-кандидат |

| Стабильные сборки Windows 10 1709 | Стабильные сборки Windows 10 1709 | Стабильные сборки Windows 10 1709                             | Стабильные сборки Windows 10 1709 | Стабильные сборки Windows 10 1709 |
| Сборка                            | Номер обновления                  | Дата выпуска                                                  | Примечание                        | Описание изменений                |
| --------------------------------- | --------------------------------- | ------------------------------------------------------------- | --------------------------------- | --------------------------------- |
| 10.0.16299.15                     | RTM-сборка                        | 2 октября 2017 года (предварительная оценка в раннем доступе) |                                   |                                   |
| 10.0.16299.19                     | KB4043961                         | 17 октября 2017 года                                          |                                   |                                   |
| 10.0.16299.64                     | KB4048955                         | 14 ноября 2017 года                                           |                                   |                                   |
| 10.0.16299.98                     | KB4051963                         | 30 ноября 2017 года                                           |                                   |                                   |
| 10.0.16299.125                    | KB4054517                         | 12 декабря 2017 года                                          |                                   |                                   |
| 10.0.16299.192                    | KB4056892                         | 3 января 2018 года                                            |                                   |                                   |
| 10.0.16299.201                    | KB4073291                         | 18 января 2018 года                                           |                                   |                                   |
| 10.0.16299.214                    | KB4058258                         | 31 января 2018 года                                           |                                   |                                   |
| 10.0.16299.248                    | KB4074588                         | 13 февраля 2018 года                                          |                                   |                                   |
| 10.0.16299.251                    | KB4090913                         | 5 марта 2018 года                                             |                                   |                                   |
| 10.0.16299.309                    | KB4088776                         | 13 марта 2018 года                                            |                                   |                                   |
| 10.0.16299.334                    | KB4089848                         | 22 марта 2018 года                                            |                                   |                                   |
| 10.0.16299.371                    | KB4093112                         | 10 апреля 2018 года                                           |                                   |                                   |

#### Redstone 4 — April 2018 Update (1803)
April 2018 Update (рус. апрельское обновление 2018)
Крупное обновление под кодовым именем Redstone 4 стало доступным 30 апреля 2018 года.
Среди планируемых нововведений:
- Timeline — сервис, который призван расширить возможности режима многозадачности Task View, собрав в одном месте список приложений и рабочих пространств и связанные с ними данные, с которыми пользователь работал ранее на разных устройствах — в том числе под управлением Android и iOS. Релиз данной функции планировался в версии 1709, но был отложен.
- Cloud Clipboard — Облачный буфер обмена, позволит легко копировать контент с одного устройства на другое.
- Поддержка Ogg (медиаконтейнер), Vorbis (аудиокодек) и Theora (видеокодек).[349]
- Восстановление пароля от учётной записи Microsoft с помощью контрольных вопросов.
- Fluent Design в календаре, приложении «параметры» и Microsoft Edge.
- Поддержка Application Guard защитника Windows в редакции Pro.

| Предварительные сборки Windows 10 1803 | Предварительные сборки Windows 10 1803 | Предварительные сборки Windows 10 1803 | Предварительные сборки Windows 10 1803 | Предварительные сборки Windows 10 1803 | Предварительные сборки Windows 10 1803 |
| Сборка                                 | Дата выпуска                           | Дата выпуска                           | Дата выпуска                           | Дата выпуска                           | Описание изменений |
| Сборка                                 | Skip Ahead                             | «Cледующая версия Windows»             | «Cледующая версия Windows»             | Windows Server                         | Описание изменений |
| Сборка                                 | Ранний доступ                          | Ранний доступ                          | Поздний доступ                         | Windows Server                         | Описание изменений |
| -------------------------------------- | -------------------------------------- | -------------------------------------- | -------------------------------------- | -------------------------------------- | --- |
| 10.0.16353                             | 31 августа 2017 года                   | н/д                                    | н/д                                    | н/д                                    | - жест двумя пальцами для закрытия уведомлений центра уведомлений |
| 10.0.16362                             | 13 сентября 2017 года                  | н/д                                    | н/д                                    | н/д                                    | - Улучшения загрузки, экранного диктора, оболочки, Microsoft Edge, гейминга и входа |
| 10.0.17004                             | 27 сентября 2017 года                  | н/д                                    | н/д                                    | н/д                                    | - Элементы Fluent Design в меню «пуск» - Улучшения Microsoft Edge и входа. |
| 10.0.17017                             | н/д                                    | 13 октября 2017 года                   | н/д                                    | н/д                                    | - «Коллекции» Кортаны - Улучшен опыт между Кортаной и центром уведомлений - Новый макет приложения «параметры» |
| 10.0.17025                             | н/д                                    | 25 октября 2017 года                   | 1 ноября 2017 года                     | н/д                                    | - Новые настройки быстрого доступа - Обновлены настройки автозапуска приложений - Обновлён шрифт Microsoft Yahei |
| 10.0.17035                             | н/д                                    | 8 ноября 2017 года                     | н/д                                    | 15 ноября 2017 года                    | - Новая функция совместного доступа - Текстовые подсказки при вводе с клавиатуры - Улучшения Microsoft Edge, приложения «параметры», сенсорной клавиатуры, панели рукописного ввода и японской раскладки клавиатуры.                                                                                          |
| 10.0.17040                             | н/д                                    | 16 ноября 2017 года                    | н/д                                    | н/д                                    | - Улучшения приложения «параметры», сенсорной клавиатуры и панели рукописного ввода. |
| 10.0.17046                             | н/д                                    | 22 ноября 2017 года                    | н/д                                    | 5 декабря 2017 года                    | - Улучшения Microsoft Edge, оболочки и входа |
| 10.0.17063                             | н/д                                    | 19 декабря 2017 года                   | н/д                                    | н/д                                    | - Timeline - Улучшения Microsoft Edge, оболочки, Кортаны, панели «люди», приложения «параметры», WSL, настройки конфиденциальности и входа. - Новые инструменты разработки - Новые компоненты для разработчиков в оптимизации доставки - Улучшения приложения «ножницы» - Удалена поддержка «домашней группы» |
| 10.0.17074                             | н/д                                    | 11 января 2018 года                    | н/д                                    | 16 января 2018 года                    | - Изменён дизайн настроек языка - Улучшения Microsoft Edge, оболочки, Кортаны, приложения «параметры», ввода, XAML - Обновления распознавания рукописного ввода |
| 10.0.17083                             | н/д                                    | 24 января 2018 года                    | н/д                                    | н/д                                    | - Новая страница настроек шрифтов - Улучшения диагностических данных, Timeline, оболочки |
| 10.0.17093                             | н/д                                    | 7 февраля 2018 года                    | н/д                                    | 13 февраля 2018 года                   | - Улучшения игровой панели, графики, Microsoft Edge, системы управления глазами, Bluetooth, подсистемы Windows Subsystem for Linux |
| 10.0.17101                             | н/д                                    | 14 февраля 2018 года                   | н/д                                    | н/д                                    | - Новые функции для Windows 10 Pro for Workstations - Улучшения ввода и разрешений приложений |
| 10.0.17107                             | н/д                                    | 23 февраля 2018 года                   | н/д                                    | н/д                                    | - Улучшения Центра обновлений Windows |
| 10.0.17110                             | н/д                                    | 27 февраля 2018 года                   | н/д                                    | н/д                                    | - Улучшения для корпоративных клиентов |
| 10.0.17112                             | н/д                                    | 2 марта 2018 года                      | н/д                                    | н/д                                    | |
| 10.0.17115                             | н/д                                    | 6 марта 2018 года                      | 9 марта 2018 года                      | н/д                                    | - Новый макет страницы настроек конфиденциальности на этапе установки системы |
| 10.0.17120                             | н/д                                    | 13 марта 2018 года                     | 16 марта 2018 года                     | н/д                                    | - Улучшения Windows Defender Application Guard |
| 10.0.17123                             | н/д                                    | 16 марта 2018 года                     | н/д                                    | н/д                                    | - Добавлена поддержка High Efficiency Image File Format (HEIF) |
| 10.0.17127                             | н/д                                    | 20 марта 2018 года                     | 23 марта 2018 года                     | н/д                                    | - Улучшения Кортаны |
| 10.0.17128                             | н/д                                    | 23 марта 2018 года                     | н/д                                    | н/д                                    | - Новое приложение Cortana Show Me |
| 10.0.17133                             | н/д                                    | 27 марта 2018 года                     | 30 марта 2018 года                     | н/д                                    | - Различные улучшения и исправления |
| 10.0.17133.73                          | н/д                                    | 10 апреля 2018 года                    | 10 апреля 2018 года                    | н/д                                    | |

| Стабильные сборки Windows 10 1803 | Стабильные сборки Windows 10 1803 | Стабильные сборки Windows 10 1803 | Стабильные сборки Windows 10 1803 | Стабильные сборки Windows 10 1803 | Стабильные сборки Windows 10 1803 |
| --------------------------------- | --------------------------------- | --------------------------------- | --------------------------------- | --------------------------------- | --------------------------------- |

#### Redstone 5 — Windows 10 October 2018 Update (1809)
Выход крупного обновления для Windows 10, разрабатывающегося под кодовым названием Redstone 5, состоялся 2 октября 2018 года.
| Предварительные сборки Windows 10 1809 | Предварительные сборки Windows 10 1809 | Предварительные сборки Windows 10 1809 | Предварительные сборки Windows 10 1809 | Предварительные сборки Windows 10 1809 | Предварительные сборки Windows 10 1809 |
| Сборка                                 | Дата выпуска                           | Дата выпуска                           | Дата выпуска                           | Дата выпуска                           | Описание изменений |
| Сборка                                 | Skip Ahead                             | «Cледующая версия Windows»             | «Cледующая версия Windows»             | Windows Server                         | Описание изменений |
| Сборка                                 | Ранний доступ                          | Ранний доступ                          | Поздний доступ                         | Windows Server                         | Описание изменений |
| -------------------------------------- | -------------------------------------- | -------------------------------------- | -------------------------------------- | -------------------------------------- | --- |
| 10.0.17604                             | 14 февраля 2018 года                   | н/д                                    | н/д                                    | н/д                                    | - Новые функции для Windows 10 Pro для рабочей группы - Улучшения ввода и разрешений приложений |
| 10.0.17616                             | 7 марта 2018 года                      | н/д                                    | н/д                                    | н/д                                    | - Функция Sets |
| 10.0.17623                             | 16 марта 2018 года                     | н/д                                    | н/д                                    | н/д                                    | - Добавление поддержки High Efficiency Image File Format (HEIF) - Безопасное извлечение внешних GPU - Новый макет страницы настроек конфиденциальности на этапе установки системы - Улучшения Windows Defender Application Guard |
| 10.0.17627                             | 21 марта 2018 года                     | н/д                                    | н/д                                    | н/д                                    | |
| 10.0.17634                             | 29 марта 2018 года                     | н/д                                    | н/д                                    | н/д                                    | - Добавлен поиск по календарю в Windows 10 - Новое приложение Cortana Show Me |
| 10.0.17639                             | 4 апреля 2018 года                     | н/д                                    | н/д                                    | н/д                                    | - Многочисленные улучшения функции Sets - Процент заряда аккумулятора Bluetooth-устройств в Параметрах - Улучшения «Калькулятора»                                                                                                |

| Стабильные сборки Windows 10 1809 | Стабильные сборки Windows 10 1809 | Стабильные сборки Windows 10 1809 | Стабильные сборки Windows 10 1809 | Стабильные сборки Windows 10 1809 | Стабильные сборки Windows 10 1809 |
| --------------------------------- | --------------------------------- | --------------------------------- | --------------------------------- | --------------------------------- | --------------------------------- |

#### Версия May 2019 Update (1903)
Windows 10 (версия 1903) — новое крупное обновление функций, которое стало доступно 21 мая 2019 года под названием Windows 10 May 2019 Update. Следующее обновление Windows 10 получило официальное название May 2019 Update и имеет номер версии 1903. Во время разработки обновление было известно под кодовым названием 19H1. Ниже перечислены все новые функции и улучшения Windows 10 (версия 1903):
- Крупные изменения Центра обновления Windows
- Улучшение производительности
- 7 ГБ зарезервированного хранилища для обновлений
- Светлая тема
- Windows Sandbox
- Менее загромождённое меню Пуск
- Возможность удалять больше встроенных приложений в меню Пуск
- Разделение Cortana и поисковой строки
- Поиск в меню Пуск будет находить все файлы на ПК
- Беспарольный доступ
- Новая иконка Центра обновления Windows в трее
- Изменение масштаба в консольном интерфейсе
- Автоматическое устранение неполадок
- Простой доступ к файлам Linux
- Улучшения Блокнота

#### Версия November 2019 Update (1909)
Windows 10 1909 (под кодовыми названиями 19H2 и Vanadium) — новое обновление функций, которое доступно с 12 ноября 2019 года (по московскому времени с 13 ноября) под названием Windows 10 November 2019 Update. Обновление функций до Windows 10, версия 1909 будет самым компактным по размеру и быстрым обновлением функций Windows 10 за всё время. Оно больше напоминает классические сервисные пакеты Windows (Service Pack). Изменения (нововведения) в 1909:
- Упрощённый процесс обновления (исправления ошибок, оптимизации производительности и несколько новых бизнес-функций)
- Поддержка альтернативных голосовых помощников
- Создание событий на панели задач
- Улучшения настроек уведомлений
- Универсальный поиск в Проводнике (данная функция полностью реализована позже, в Windows 10 2004, но уже была частью обновления 1909.)
- Улучшения производительности (автономность некоторых устройств, оптимизировано прогнозирование выделения ресурсов ЦПУ, уменьшена задержка рукописного ввода.)
- Возможность для инструментов специальных возможностей (экранного диктора и других) узнавать расположение клавиши FN и считывать её состояние (заблокирована/разблокирована).
- Улучшения бизнес-функций: контейнеры Windows требуют согласования версии хоста и контейнера; функции Key-rolling или Key-rotation для безопасного отката паролей на устройствах AAD, управляемых MDM; новые возможности отладки для процессоров Intel (только для производителей оборудования); защита Windows Defender Credential Guard для устройств ARM64; возможность для организаций дополнять политику Windows 10 в S-режиме политикой, разрешающей традиционные приложения Win32 (для настольных компьютеров) из Microsoft Intune.
- Независимые улучшения в приложениях: в частности, приложение «Ваш телефон» с новой функцией «Вызовы» для телефонных разговоров через ПК с использованием смартфона на Android.

#### Версия 20H1 или 2004
Windows 10 May 2020 Update (версия 2004) под кодовым названием 20H1 — новое обновление функций, которое стало доступно 28 мая 2020 года. Основные улучшения и изменения в этой версии:
- Управление необязательными обновлениями (драйвера и обновления функций)
- Функция «Загрузка из облака» для переустановки Windows 10
- Регулирование пропускной способности для обновлений Windows
- WSL 2 с полноценным ядром Linux
- Тип диска в Диспетчере задач
- Температура видеоядра в Диспетчере задач
- Новый режим планшета
- Возможность удаления Блокнот, Paint, WordPad
- Счётчик частоты кадров (FPS) для Xbox Game Bar
- Использование Windows без пароля
- Переименование виртуальных рабочих столов
- Расширенная информация о состоянии сети
- Контроль над перезапуском приложений при входе в систему
- Улучшение сопряжения по Bluetooth
- Индикатор текстового курсора
- Перетаскивание объектов движениями глаз
- Улучшения настроек языка
- Новое приложение Cortana (в виде чата)
- «Защита на основе репутации» и блокировка ПНП

#### Версия 20H2 или 2009
Релиз обновления Windows 10 20H2 (версия 2009, кодовое название — Windows 10 «Manganese») стал доступен 20 октября 2020 года. Обновление не несёт в себе значительных изменений, вместо этого Microsoft использовала существующую версию 20H1 с целью ее усовершенствования.

#### Версия 21H1
Версия Windows 10 21H1 стала доступна для всех с 18 мая 2021 года. Это промежуточное обновление, нацеленное на исправление ошибок и повышение производительности.

#### Версия 21H2
В начале июня 2021 Microsoft официально подтвердила, что Windows 10 будет и далее обновляться для тех пользователей, ПК которых не соответствует новым системным требованиям к Windows 11 (к примеру, поддержки Secure Boot и наличия микрочипа TPM 2.0) и будет получать такие же кодовые имена, как и Windows 11. Крупное обновление с кодовым именем Sun Valley появилось для инсайдеров 16 июня 2021, когда для Windows 10 с версии 2004 и выше на канале предварительного выпуска стал доступен активационный пакет обновления функций до Windows 10 версии 21H2 (October 2021 Update). Новые функции ориентированны на безопасность, производительность и управление. Для повышения безопасности Wi-Fi добавлена поддержка стандартов WPA3 H2E. Для достижения состояния готовности к работе в течение нескольких минут в Windows Hello для бизнеса созданы упрощенные модели развертывания без пароля. В подсистеме Windows для Linux (WSL) и в развертываниях Azure IoT Edge for Linux on Windows (EFLOW) для машинного обучения и других процессов с интенсивными вычислениями добавлена поддержка вычислений на GPU.
Кроме того, после долгого перерыва, на базе версии 21H2 будет запущена следующая версия Windows 10 Long-Term Servicing Channel (LTSC) с пятилетним обслуживанием.

#### Версия 22H2
22H2 стала последним крупным обновлением, после которого Windows 10 больше не будет получать никаких новых функций, а только ежемесячные обновления безопасности. Первая предварительная сборка Windows 10 версии 22H2 доступна с 28 июля 2022 года для инсайдеров на канале Release Preview. В октябре 2022 года версия 22H2 официально стала доступна для всех пользователей.